# Аслак Витри
Аслак Фон Витри (на норвежки: Aslak Fonn Witry) е норвежки футболист, който играе на поста десен бек. Състезател на Розенборг.[източник? (Поискан днес)]

## Кариера
Витри е юноша на Стриндхайм и Розенборг.
На 9 август 2021 г. норвежецът подписва с АЗ Алкмар. Прави дебюта си на 29 август при победата с 1:3 като гост на Хееренвеен.[източник? (Поискан днес)]

### Лудогорец
На 30 август 2022 г. Аслак е обявен за ново попълнение на Лудогорец. Дебютира на 4 септември при победата с 6:0 като домакин на Хебър.[източник? (Поискан днес)]

## Национална кариера
На 28 април 2014 г. Витри дебютира в приятелски мач за националния отбор на Норвегия до 18 г., при победата с 0:2 като гост на националния отбор на Белгия до 18 г.[източник? (Поискан днес)]

## Успехи
Юргорденс
- Алсвенскан (1): 2019

 Лудогорец
- Първа лига (1):  2022/23

- Купа на България (1): 2023

- Суперкупа на България (1): 2022